# Simone Young
Simone Young AM (Sydney, Austràlia, 2 de març de 1961) és una directora d'orquestra i de teatre d'òpera australiana. És considerada com una dels cent millors directors d'orquestra del món, d'entre els quals només vuit dones.

## Biografia
Simone Young té arrels irlandesos i croates. Els seus primers passos musicals va ser al piano de la seva àvia.
Va estudiar piano i composició a la seva ciutat nadal. El 1985 va començar la seva carrera de directora d'orquestra al Sydney Opera House. Quan va haver de reemplaçar-hi un col·lega malalt, tenia només 24 anys.
Amb una beca va partir per estudiar a Europa el 1986. El 1991 va secundar James Conlon a l'Òpera de Colònia. De 1993 a 1995 va ser la mestre de capella de Daniel Barenboim. En aquest moment, la seva carrera va prendre una envolada internacional: Wiener Staatsoper, Opéra Bastille, Covent Garden, Staatsoper München, la Semperoper a Dresden i al Metropolitan Opera a Nova York. Mentrestant també va dirigir diverses orquestres arreu del món. De 2001 a 2003 va ser directora artística i directora d'orquestra a l'òpera de Sydney. Des del 2007 va esdevenir primera directora visitant del Gulbenkian Orchestra de Lisboa. El 2005 va esdevenir intendent de l'Staatsoper i de la Philharmoniker d'Hamburg i el 2006 va ser nomenada professora a l'Escola superior de música i de teatre a la mateixa ciutat.
S'ha fet famosa per les seves realitzacions d'òperes de Richard Wagner. El 2008 va començar amb L'anell del nibelung, junts amb l'escenògraf Claus Guth i el decorador i sastre Christian Schmidt.

## Premis i medalles
- Doctor honoris causa de les universitats de Sydney i de Melbourne
- Membre de l'Orde d'Austràlia
- Chevalier des Arts et des Lettres (França)
- Goethe-Medaille 20005 Weimar (Alemanya)
- Directora d'orchestra de l'any 2006 per la revista Opernwelt
- Junts amb els Philharmoniker Hamburg el Premi Brahms de Slesvig-Holstein (2008)